# Красиковщина
Красиковщина (рос. Красиковщина) — присілок в Псковському районі Псковської області Російської Федерації.
Населення становить 40 осіб. Входить до складу муніципального утворення Серьодкинська волость.

## Історія
Від 2015 року входить до складу муніципального утворення Серьодкинська волость.

## Населення
| 2001 | 2002 | 2010 |
| ---- | ---- | ---- |
| 77   | ↘71  | ↘40  |